# Paweł Januszewski

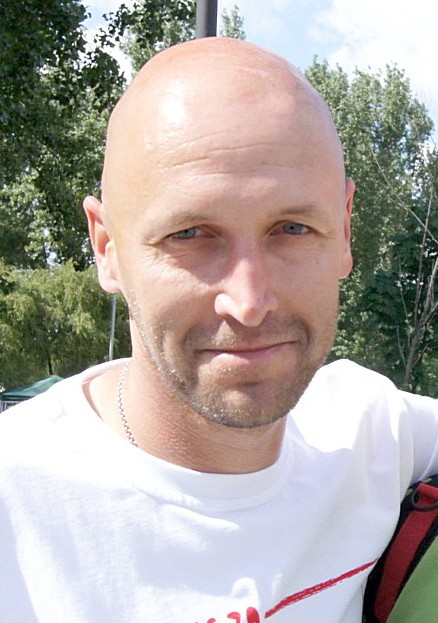
Paweł Januszewski

Paweł Januszewski, född den 2 januari 1972, är en polsk före detta friidrottare som tävlade i häcklöpning, främst 400 meter häck..
Januszewski deltog vid Olympiska sommarspelen 1996 men blev där utslagen redan i försöken. Vid VM 1997 tog han sig vidare till semifinalen men blev där utslagen. 
Bättre gick det vid EM 1998 där han vann guld. Han var även i final vid VM 1999 och slutade där på en femte plats. Även vid Olympiska sommarspelen 2000 och vid VM 2001 var han i final och blev båda gångerna sexa. 
Han sista stora mästerskap var EM 2002 där han slutade på en tredje plats. 

## Personliga rekord
- 400 meter häck - 48,17